# خوان غابرييل غوزمان
خوان غابرييل غوزمان (بالإسبانية: Juan Gabriel Guzmán)‏ هو لاعب كرة قدم كوستاريكي في مركز الوسط، ولد في 17 يونيو 1987 في San Isidro de El General ‏ في كوستاريكا. شارك مع منتخب كوستاريكا تحت 23 سنة لكرة القدم ومنتخب كوستاريكا لكرة القدم. أما مع النوادي، فقد لعب مع ديبورتيفو سابريسا ونادي كارتاهينيس.

## وصلات خارجية
- خوان غابرييل غوزمان على موقع قاعدة بيانات كرة القدم.إي يو (الإنجليزية)
- خوان غابرييل غوزمان على موقع Soccerway.com (الإنجليزية)